# Rollkontaktermüdung

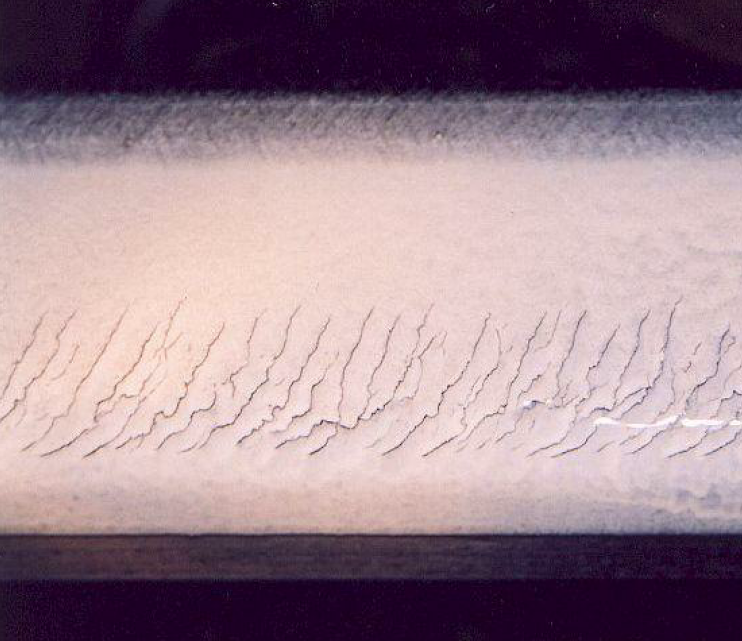
Durch RCF verursachte Risse entlang der Fahrkante auf einer Schnellfahrstrecke.

Rollkontaktermüdung, englisch Rolling Contact Fatigue, abgekürzt RCF, bezeichnet die Beschädigung von Eisenbahnschienen und Eisenbahnrädern durch wiederholte Scherbelastungen in der Berührungszone zwischen Rad und Schiene. Anfänglich konnte das Phänomen nur bei Schwerlastbahnen mit Achslasten höher 25 Tonnen beobachtet werden, tritt aber auch auf Schnellfahrstrecken, sowie bei S- und U-Bahn-Systemen auf.
Die Schienenfehler treten in Gleisbögen an der bogenäußeren Schiene und auf Geraden abwechselnd auf den gegenüberliegenden Schienen auf. Es sind dies Head Checks, Squats, Riffelbildung, Belgrospis, Querfehler, sowie Risse und Ausbrüche an der Fahrkante. Im Extremfall kann es durch Abbruch der Fahrkante zu einem Schienenbruch kommen, der zu einer Entgleisung führen kann. Der Eisenbahnunfall von Hatfield im Jahre 2000 wurde mutmaßlich durch einen durch RCF ausgelösten Schienenbruch verursacht. In den USA kam es 2011 zu ungefähr 100 Entgleisungen, die durch RCF ausgelöst wurden. 
An den Rädern treten quer zur Abrollrichtung auftretende Laufflächenrisse sowie Ausbröckelungen und Ausbrüche an den Laufflächen auf. 
Schäden durch Rollkontaktermüdung lassen sich durch regelmäßiges Behandeln der Schienenköpfe mit dem Schleifwagen und präventives Überdrehen der Räder vermeiden. 